# Presidenti della Provincia di Oristano
Elenco dei presidenti dell'amministrazione provinciale di Oristano.

## Presidenti della Provincia

### Eletti dal Consiglio provinciale (1975-1995)
| Nº | Nº | Ritratto | Nome               | Mandato | Mandato | Partito                     |
| Nº | Nº | Ritratto | Nome               | Inizio  | Fine    | Partito                     |
| -- | -- | -------- | ------------------ | ------- | ------- | --------------------------- |
|    |    |          | Antonio Franceschi | 1975    | 1979    | Democrazia Cristiana        |
|    |    |          | Vincenzo Loy       | 1979    | 1984    | Democrazia Cristiana        |
|    |    |          | Francesco Cabras   | 1984    | 1988    | Partito Socialista Italiano |
|    |    |          | Maria Teresa Sechi | 1988    | 1989    | Partito Sardo d'Azione      |
|    |    |          | Peppino Chessa     | 1989    | 1990    | Partito Sardo d'Azione      |
|    |    |          | Ezio Collu         | 1990    | 1993    | Partito Socialista Italiano |
|    |    |          | Alfredo Stara      | 1994    | 1995    | Partito Socialista Italiano |

### Eletti direttamente dai cittadini (1995-2015)
| Nº | Ritratto | Ritratto | Nome                   | Mandato        | Mandato        | Partito                   | Elezione |
| Nº | Ritratto | Ritratto | Nome                   | Inizio         | Fine           | Partito                   | Elezione |
| -- | -------- | -------- | ---------------------- | -------------- | -------------- | ------------------------- | -------- |
|    |          |          | Gian Valerio Sanna     | 24 aprile 1995 | 12 luglio 1999 | Partito Popolare Italiano | 1995     |
|    |          |          | Mario Diana            | 17 aprile 2000 | 10 maggio 2005 | Alleanza Nazionale        | 2000     |
|    |          |          | Pasquale Onida         | 10 maggio 2005 | 1º giugno 2010 | Fortza Paris              | 2005     |
|    |          |          | Massimiliano De Seneen | 1º giugno 2010 | 29 maggio 2015 | Il Popolo della Libertà   | 2010     |

### Eletti dai sindaci e consiglieri della provincia (dal 2015)
| Nº | Ritratto | Ritratto | Nome                                     | Mandato           | Mandato           | Partito |
| Nº | Ritratto | Ritratto | Nome                                     | Inizio            | Fine              | Partito |
| -- | -------- | -------- | ---------------------------------------- | ----------------- | ----------------- | ------- |
| –  |          |          | Massimo Torrente (Commissario regionale) | 29 maggio 2015    | 23 settembre 2024 | —       |
| –  |          |          | Battistino Ghisu (Commissario regionale) | 23 settembre 2024 | in carica         | —       |